# Lijst van beschermd erfgoed in Vielsalm
Onderstaande tabel geeft een overzicht van de beschermde erfgoederen in de gemeente Vielsalm. Het beschermd erfgoed maakt deel uit van het cultureel erfgoed in België.
| Object | Bouwjaar/architect | Deelgemeente | Adres | Coördinaten                   | Nummer?                | Afbeelding |
| --- | ------------------ | ------------ | --- | ----------------------------- | ---------------------- | --- |
| Château des Comtes de Salm en omgeving                                                                             |                    |              | Rue du Vieux Château, Salmchâteau                                                                               | 50° 16' 6" NB, 5° 54' 18" OL  | 82032-CLT-0001-01 Info | Château des Comtes de Salm en omgeving                                                                             |
| Gebouw |                    |              | Burtonville n°33                                                                                                | 50° 17' 1" NB, 5° 57' 59" OL  | 82032-CLT-0002-01 Info | Gebouw |
| Fange du Grand Passage                                                                                             |                    |              | | 50° 13' 57" NB, 5° 44' 54" OL | 82032-CLT-0003-01 Info | |
| Groeve van Coticule gelegen bij "Les Minières"                                                                     |                    |              | | 50° 14' 53" NB, 5° 48' 55" OL | 82032-CLT-0004-01 Info | |
| Ensemble van de groeve van Renard                                                                                  |                    |              | | 50° 16' 28" NB, 5° 55' 26" OL | 82032-CLT-0005-01 Info | Ensemble van de groeve van Renard                                                                                  |
| Agrarische constructie (boerderij)                                                                                 |                    |              | rue Rocher de Hourt n°6                                                                                         | 50° 19' 8" NB, 5° 54' 31" OL  | 82032-CLT-0006-01 Info | |
| Château van Commanster (voormalig "Maison Merget"): gevels, daken en interieur linker deel en het entreeportaal    |                    |              | n°s 14-15, Beho                                                                                                 | 50° 15' 9" NB, 6° 0' 1" OL    | 82032-CLT-0014-01 Info | |
| Boerderij Gesnot en het ensemble van de boerderij en de omgeving                                                   |                    |              | n°18 | 50° 15' 8" NB, 5° 53' 54" OL  | 82032-CLT-0015-01 Info | Boerderij Gesnot en het ensemble van de boerderij en de omgeving                                                   |
| Kasteelhoeve "Flamang": gevels en daken en het ensemble van de kasteelhoeve en het domein waarop het zich bevindt. |                    |              | n°25 | 50° 15' 6" NB, 5° 53' 48" OL  | 82032-CLT-0017-01 Info | Kasteelhoeve "Flamang": gevels en daken en het ensemble van de kasteelhoeve en het domein waarop het zich bevindt. |
| Huis: straatgevel, dak en bekleding in leisteen van de zuidelijke puntgevel                                        |                    |              | rue Général Jacques n°14                                                                                        | 50° 17' 11" NB, 5° 54' 59" OL | 82032-CLT-0020-01 Info | Huis: straatgevel, dak en bekleding in leisteen van de zuidelijke puntgevel                                        |
| Huis: straatgevel, dak, noordelijke puntgevel en portaal                                                           |                    |              | rue G. Jacques n°12                                                                                             | 50° 17' 12" NB, 5° 54' 59" OL | 82032-CLT-0021-01 Info | Huis: straatgevel, dak, noordelijke puntgevel en portaal                                                           |
| Huis |                    |              | rue du Général Jacques, n°14 (ancien n°12): façade arrière y compris la tour d'escalier extérieur de la maison. | 50° 17' 12" NB, 5° 54' 59" OL | 82032-CLT-0022-01 Info | Huis |
| Kruis te Joubiéval in de hoek van de route d'Ottré, links van n°43                                                 |                    |              | | 50° 15' 33" NB, 5° 50' 54" OL | 82032-CLT-0025-01 Info | Kruis te Joubiéval in de hoek van de route d'Ottré, links van n°43                                                 |
| Kruis te Fraiture voor n°23                                                                                        |                    |              | | 50° 15' 32" NB, 5° 45' 10" OL | 82032-CLT-0027-01 Info | Kruis te Fraiture voor n°23                                                                                        |
| Oostelijk deel van de vallei van Glain tussen Vielsalm en Salmchâteau, genaamd "la Fosse roulette"                 |                    |              | | 50° 16' 20" NB, 5° 54' 27" OL | 82032-CLT-0028-01 Info | Oostelijk deel van de vallei van Glain tussen Vielsalm en Salmchâteau, genaamd "la Fosse roulette"                 |
| Het moeras van Grand Passage                                                                                       |                    |              | | 50° 13' 57" NB, 5° 44' 54" OL | 82032-PEX-0001-01 Info | |